# Aborto en Corea del Sur

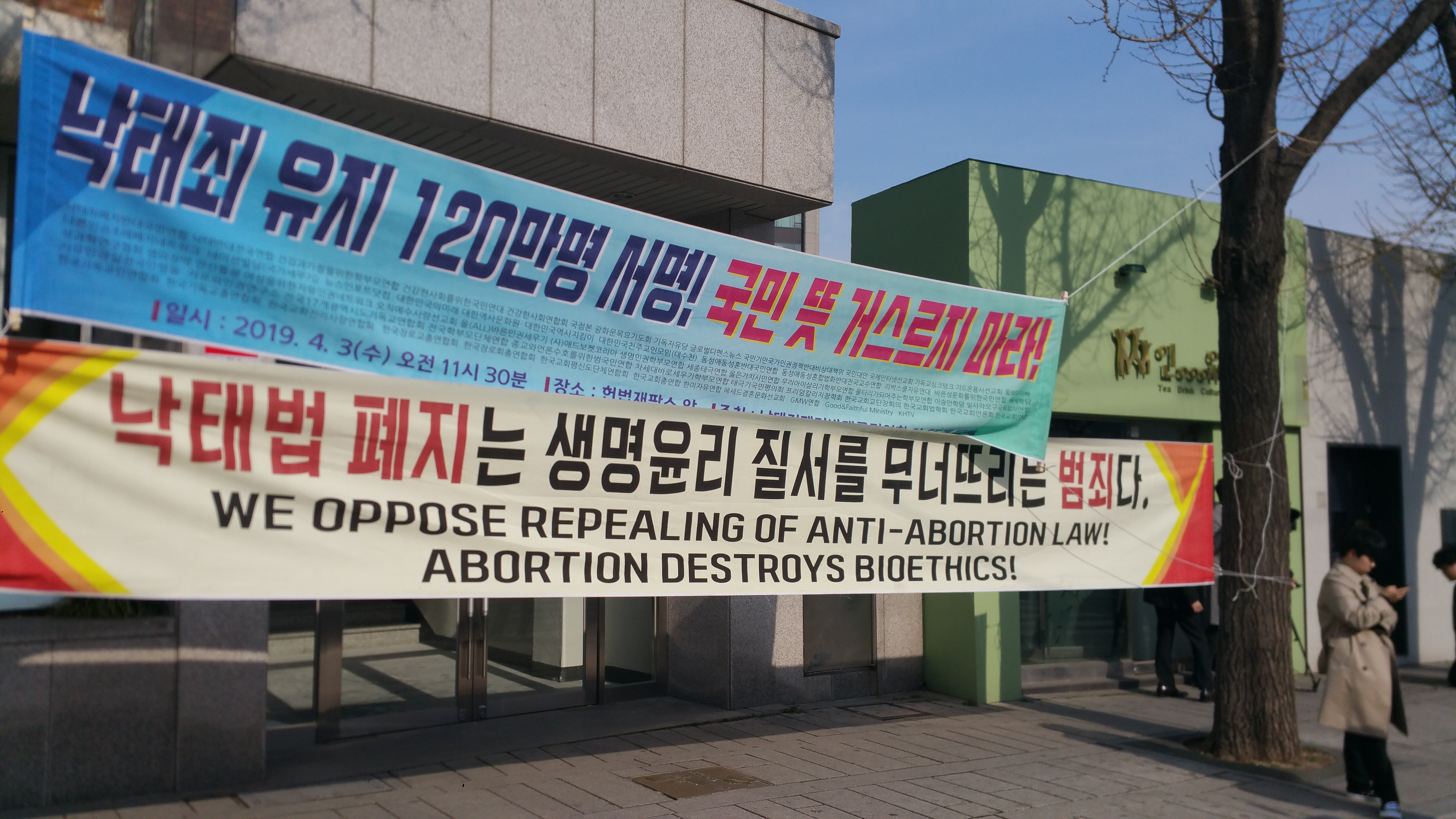
Carteles de protesta.

El aborto en Corea del Sur es legal desde el 1 de enero de 2021, de acuerdo a la reforma constitucional enmendada en abril de 2019 que pone fin a la prohibición. El tribunal determinó como inconstitucional la medida, que criminaliza a las mujeres, además detalló que viola los derechos de la salud y determinan que el embrión no puede ser considerado una persona con derechos, al depender completamente del cuerpo de la mujer para su desarrollo. Sin embargo, los abortos ilegales son generalizados. El gobierno surcoreano ha penalizado el aborto bajo toda circunstancias, mediante el Código Penal de 1953. Esto fue enmendado por la Ley de Salud Maternal e Infantil de 1973, el cual permite al médico realizar un aborto si la mujer embarazada o su cónyuge sufre de ciertas enfermedades genéticas o infecciosas, si el embarazo fue producto de violación o incesto, o si el embarazo pone en riesgo la vida de la madre. Cualquier médico que viole la ley será castigado con 2 años de cárcel. Los abortos autoinducidos son ilegales, y son castigados mediante una multa o encarcelamiento.
No obstante, los abortos se realizan comúnmente en hospitales y clínicas. La ley de aborto no se aplicó con fuerza, especialmente durante las campañas de reducir las altas tasas de fertilidad en el país, durante las décadas de 1970 y 1980. A medida que la tasa de fertilidad iba disminuyendo durante la década de 2000, el gobierno y los grupos provida enfocaron su atención hacia los abortos ilegales, y el gobierno intensificó la aplicación de la ley de aborto como respuesta. A pesar de ello, son pocas las mujeres y médicos que han sido enjuiciados por esta ley.
Gran parte del debate que se llevó posteriormente, fue si el gobierno debería tomar acciones enérgicas para frenar los abortos ilegales, o si la ley debería ser modificada. En septiembre de 2017, los activistas a favor del aborto presentaron una petición en el sitio web del Presidente surcoreano Moon Jae-in, solicitando que el gobierno modificara la ley para permitir la venta de mifepristona, una píldora abortiva.
En noviembre de ese mismo año, la oficina del presidente respondió la petición, anunciando que la ley iba a ser nuevamente modificada. En 2018, el Tribunal Constitucional está dispuesto a escuchar los cuestionamientos sobre la constitucionalidad sobre la ley de aborto.
El aborto selectivo por sexo, atribuido a preferencias culturales, se ha expandido mucho en el país. A pesar de que se realizó una revisión en el Código Médico en 1987, que prohíbe a los médicos el uso del diagnóstico prenatal para revelar el sexo del niño, la proporción al nacer siguió aumentando durante los años noventa. Esta revisión fue considerada inconstitucional en 2008, por parte del Tribunal Constitucional. Mediante una encuesta del año 2005 realizada a 25 hospitales y 176 clínicas privadas, uno estudio estimó que se habían realizado 342 433 abortos en ese año, lo que implicaría una tasa de 29.8 abortos por 1000 mujeres entre los 15 y 44 años. La tasa evidenció que era realizado más por mujeres solteras que casadas. El Ministerio de Salud y Bienestar estimó que en 2010, se habían realizado 169 000 abortos. Otros investigadores, incluyendo Park Myung-bae de la Universidad Pai Chai, estima que puede haber hasta 500 000 o 1 millones de abortos por año.